# 维拉尔韦尼亚
维拉尔韦尼亚（義大利語：Villalvernia），是意大利亚历山德里亚省的一个市镇。总面积4.63平方公里，人口991人，人口密度214.0人/平方公里（2009年）。ISTAT代码为006183。